# Linia kolejowa nr 232
Linia kolejowa nr 232 – nieczynna, całkowicie rozebrana (w latach 2005 – 2006), wybudowana w 1899 roku linia kolejowa łącząca Jabłonowo Pomorskie z Prabutami. Ruch pasażerski został zawieszony w 1992, w kolejnych latach odbywał się jeszcze ruch towarowy na odcinku Prabuty – Kisielice. Odcinek Jabłonowo Pomorskie – Kisielice został całkowicie zamknięty z powodu osiadania podtorza na odcinku Szarnoś – Łasin Pomorski.